# Турунтаєво
Турунта́єво (рос. Турунтаево) — село у складі Томського району Томської області, Росія. Адміністративний центр Турунтаєвського сільського поселення.

## Населення
Населення — 1007 осіб (2010; 1224 у 2002).
Національний склад (станом на 2002 рік):
- росіяни — 89 %